# Сібуя

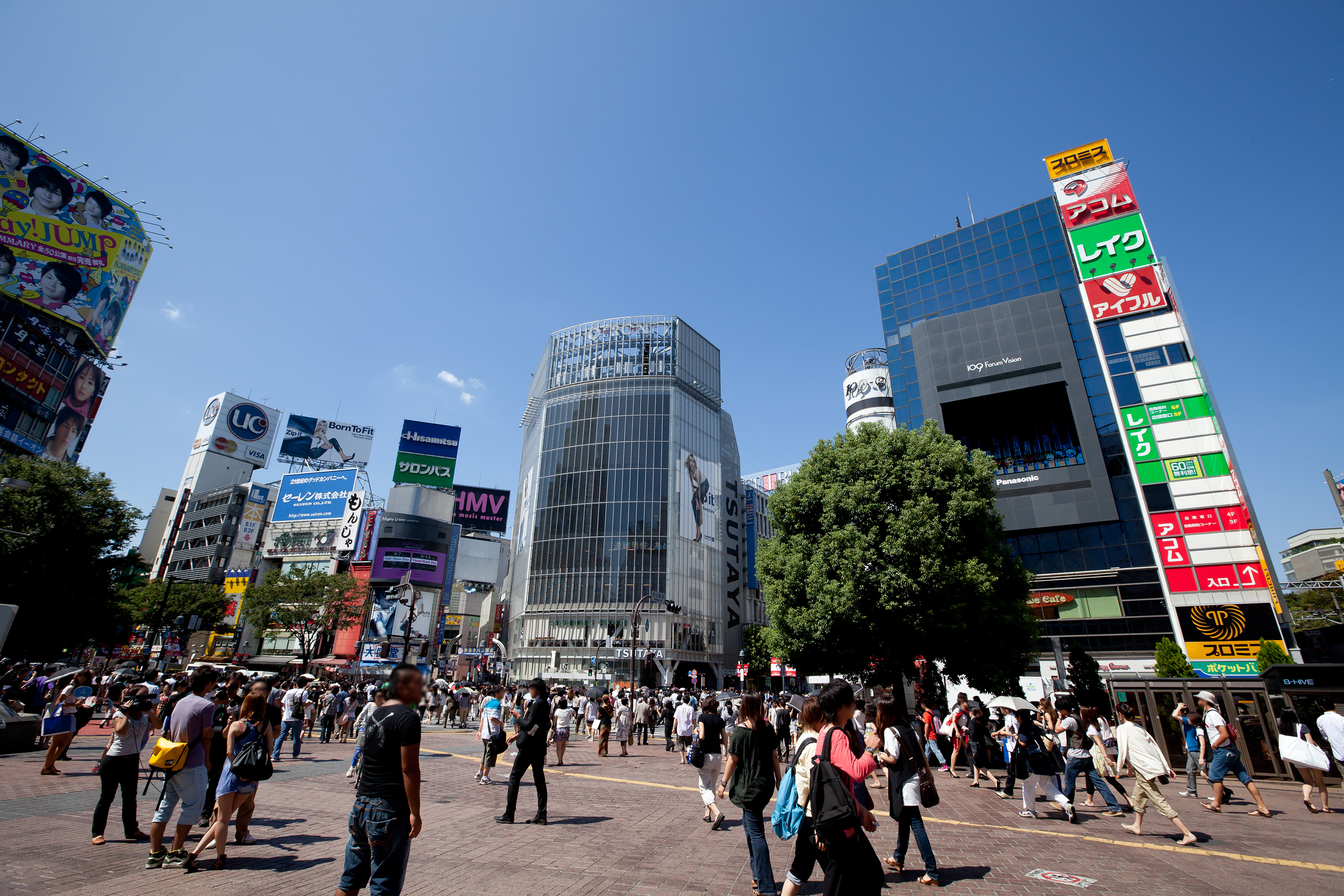
Перед станцією Сібуя

35°39′33″ пн. ш. 139°42′14″ сх. д. / 35.659233333333° пн. ш. 139.70396111111° сх. д.
Сібу́я (яп. 渋谷, しぶや; англ. Shibuya) — місцевість в Японії, у Токіо, в районі Сібуя.
Район Сібуя. Однойменний квартал (Сібуя 1-4) з населенням понад 3 тисячі чоловік. До 2-ї пол. XIX ст. — село Шібуя (渋谷村); після — містечко Сібуя (渋谷町). Загальна назва місцевості довкола залізничної станції Сібуя, відомий токійський комерційно-культурний центр. Також — коротка назва району Сібуя.